# Masterpeace (Koji Nakamuraのアルバム)
『Masterpeace』（マスターピース）とは、Koji Nakamuraの1枚目のアルバムである。2014年4月30日に発売された。

## 解説
中村弘二の「Koji Nakamura」名義での初のアルバム。ソロ名義でアルバムを作ってみないかという話を受けて制作はスタート。「傑作を作ってほしい」と依頼され、当初は「Masterpiece」というタイトルだったが同様のタイトルが多かったため、現在の名になった。
別プロジェクトのiLLなどと差別化する意味も含め、作詞は全曲提供を受け、中村は作曲と歌唱に徹している。
初回生産限定盤には全曲のインストゥルメンタルバージョンを収めたボーナスディスクが付属したほか、中村による直筆のナンバリングがなされている。

## 収録曲
全作曲：Koji Nakamura
1. Blood Music - 2:58
作詞：京田知己
2. Light Up / Tonight - 3:18
3. DAISY - 2:57
作詞：内田万里
4. Diamond - 4:49
作詞：Leo Imai
5. I know - 2:48
作詞：永津愛子
6. Cry - 4:01
作詞：JINTANA (PPP)
7. Rain - 3:03
作詞：永津愛子
8. B.O.Y. - 4:15
作詞：Leo Imai
9. Slide - 2:52
作詞：Leo Imai
10. Reaction Curve - 3:41
作詞：ACO
11. Arrow of Time1 - 3:24
12. TWILIGHT GIRL - 2:51
作詞：内田万里
13. KISETSU - 3:23
作詞：JINTANA (PPP)
14. Syutoko - 3:05
作詞：京田知己
15. Arrow of Time2 - 7:32